# NTTタウンページ
NTTタウンページ株式会社（エヌティティタウンページ、英: NTT TownPage Corporation）は、1999年3月、再編成実施前の日本電信電話（NTT）の電話帳部門と情報案内部門の統合・一本化により営業開始した企業。現在はNTT東日本が100パーセント出資しており、電話帳の発行・電話番号案内・データベース販売などを行っている。
近年では、電話帳広告販売を中心としたビジネスモデルから、SMB（中小規模ビジネス）事業を支援する「デジタルマーケティングソリューション」ビジネスへの転換を図り、顧客にとって付加価値の高い新たなビジネスモデルを創出している。

## 組織

### 過去に存在した組織（〜2019年6月30日）
過去には以下の組織が存在した。
- サービス開発部
- プロダクト部
- 情報開発部
- コンタクトセンタ事業部
- データベース事業本部
- 情報システム部
- 経営企画部
- 財務部
- 人事部
- 営業本部
  - 北海道営業本部、東北営業本部、信越営業本部、中部営業本部、関西営業本部、中国営業本部、四国営業本部、九州営業本部

## 沿革
- 1998年12月4日 - 日本電信電話株式会社（現・NTT株式会社）の100%出資によりNTT番号情報株式会社（エヌ・ティ・ティばんごうじょうほう、略称: NTT-BJ）が設立される。
- 1999年
  - 3月1日 - 以下の内容を事業として営業を開始する。初代代表取締役社長：山賀豊。
    1. NTTに係る電話帳（タウンページ・ハローページ）の発行等に係る受託業務、電話番号案内・手動接続通話サービス等の受託業務
    2. 番号情報及びこれに関連する各種情報の収集、各種情報データベースの構築・開発業務
    3. 2を活用した各情報提供業務

  - 7月1日 - NTT再編成に伴い、東日本電信電話株式会社（現・NTT東日本株式会社）の100%出資子会社となる。
- 2000年12月25日 - 電話帳事業部（当時）が、電話帳の企画・発行及び配達・回収活動を適用範囲として、ISO14001の認証を受ける[5]。
- 2001年6月7日 - NTTグループ以外の通信事業者（au）が提供する「EZweb」で、タウンページ情報が検索できる、「iタウンページ」のサービス提供を開始する。
  - 「iタウンページ」は1996年12月にNTTがサービス提供開始[6]。NTTドコモが提供する「iモード」では1999年2月22日にサービス提供開始済。
- 2002年6月26日 - 第2代代表取締役社長に山口隆彦が就任する。
- 2004年11月1日 - NTTレゾナントが提供するポータルサイト「goo」と連携したローカルサーチサービス「gooタウンページ」のサービス提供を開始する[7]。
- 2006年6月22日 - 第3代代表取締役社長に中田昭雄が就任する。
- 2008年 - NTT東日本とNTT西日本の委託により展開したDIAL104の広告が公正取引委員会の排除命令を受けた[8]。
- 2011年 - ゆるキャラグランプリの冠協賛となる。
- 2011年10月1日 - 全国の電話帳販売編集会社8社を吸収合併[9]（#かつてのグループ会社も参照）。
- 2012年7月1日 - NTT情報開発を吸収合併し、NTTタウンページ株式会社に商号変更[10]。
- 2018年6月22日 - 代表取締役社長に酒井紀雄が就任。
- 2019年
  - 7月1日 - 組織改正により各地域営業本部を解消し、本社直下のソリューション営業部として統合改正する[4]。
  - 9月4日 - NTTタウンページがWix.comと戦略的業務提携を締結し、新サービス「NTTタウンページDigital Lead Powered by Wix」の提供を開始する[11]。
- 2021年3月31日 - 防災タウンページネット版を終了[12]。
- 2023年2月 - ハローページの発行・配布を終了[13]。

## サービス・商品
- プリントサービス
  - タウンページ
  - 点字電話帳
- ITサービス
  - NTTタウンページ Digital Lead Powered by Wix（中小規模ビジネス（SMB）事業者向け Webサイト作成・集客・成約ワンストップソリューション）
  - iタウンページ
  - 病院検索iタウン（医療総合サイト。症状チェック、病気事典、薬検索など）
  - タウンページライブラリー（紙のタウンページを電子書籍化して提供）
  - 事業者様向けサイト
- データベース
  - タウンページデータベース
- 電柱広告
- コンタクトセンタービジネス
  - 情報案内事業
  - コンタクトセンタービジネス（自治体コールセンター）

### 過去に存在したサービス・商品
- プリントサービス
  - ハローページ
  - タウンページ&ハローページ
  - ニッポン全国名産品タウンページ（東京23区）[14]
  - TOWNPAGE（日本に滞在・生活する外国人のための、英語版職業別電話帳）
  - Ladies'タウンページ（首都圏・横浜、大阪エリアのワーキングウーマン対象の生活情報誌）
- ITサービス
  - 発見iタウン（紙のタウンページ等で紹介している地域と暮らしの情報をウェブで公開）
  - 相続・事業承継などの相談（相談に対応できる事務所を探す）
  - つながるタウンページ（電話帳広告を撮影すると関連情報を表示するスマホアプリ）
  - お得で便利な生活ヒント集
  - 防災タウンページ（防災に関する知識・避難所などの情報サイト・アプリ）
  - Bizメイト（ブログ開設などによるお店・会社のビジネス応援サイト）
  - お取り寄せiタウン（iタウンページ掲載の特産・名産品店舗のネット通販サイト）
  - iタウンページ モバイル（フィーチャーフォン用iタウンページ）
  - 成田空港民間駐車場ガイド
  - iタウンページ生活情報（iタウンページの利用で生活に役立つ記事の連載）
  - Japan Tips（訪日・在日外国人のための情報サイト）
  - ビジネス（ビジネスマナーなどの解説）
  - 住まいるiタウン（住宅リフォーム・修理・ローンなどの総合サイト）
  - ヒーリングiタウン（癒しに関する情報・スポット検索サイト）
  - がんばっています！応援しています！～岩手・宮城・福島～（震災復興応援サイト）
  - iタウンページ会員（お気に入り登録や口コミ投稿などiタウンページ利用者向けサービス）
  - iタウンページメールマガジン（ユーザーの地域や嗜好に合わせた情報のメールマガジン）
  - くちコミで街コミ（掲載店舗の口コミ情報のランキングなどを紹介）
  - みんなの作品（同社が主催する絵画コンクールの作品を紹介するサイト）
  - みんなの相談窓口（相続・税金・トラブルなどの士業検索サイト）
  - おすすめのお店一覧（Googleなどの検索エンジンがクローリングするためのサイト）
  - おすすめコラム（iタウンページの利用で暮らしに役立つ豆知識や、お得な情報の連載）
  - ルート検索（出発地から目的地までの道順を地図で表示するサービス）
  - 暮らしの応援カレンダー（登録したTODOをメールでお知らせするサービス）
  - 酒蔵iタウンページ（日本全国の地酒をめぐる酒蔵サイト）
  - info-japan（訪日・在日外国人のための情報サイト）
  - ご当地特産品iタウン（グルメ、お酒など地域の特産品情報検索サイト）
  - みんなの花図鑑「花屋を探す」（花の総合サイト）
  - ママiランド（育児・レシピ・ブログなど）
  - マップMAP iタウン（観光案内マップからその場所の情報を検索できるサイト）
  - iラブmyタウン（エンタメ・イベント情報サイト）
  - 地域産業百撰（地域の名物・老舗産業・散歩スポット紹介など）
  - iタウンページ診療予約
  - みんなのコルクボード（北海道限定のローカル情報サイト）
  - お弁当iタウンページ（ご当地弁当紹介サイト）
  - グルメiタウン（全国のレストラン、飲食店がオススメする「この1品」を検索）
  - 世界の日本語電話帳ライブラリー
  - iタウンページで通販はじめました（iタウンページ掲載店舗のネット通販サイト）
  - eタウンページ（タウンページのデータベースを利用した、テーマ別電子ブック）
  - タウンページファミリー（タウンページのデータベースを利用したサービスの紹介）
  - オーガニックiタウン（オーガニックにこだわるお店や生産者を探せるサイト）
  - 専門家iタウン（士業・専門家検索サイト）
  - 観光navi（地域ごとの観光地情報）
  - ムービーiタウン（iタウンページ動画広告掲載店舗を一覧できるサイト）
  - スポットなう（地図からデートスポットなどの口コミ情報を検索できるサイト）
  - トレードマーク検索（特定の商品・団体に属する会社・店舗を一括検索できるサービス）
  - テレビで紹介されたお店
  - クーポン検索[15]（クーポンが使えるお店・企業を一括検索できるサービス）
  - 光BOX・光おてがるナビ[16]用iタウンページ（トップページのみ専用ページ[17]）
  - 血液サラサラ健康navi（食材・サラダレシピ・血液や健康のコラム）
  - おでかけ情報（地域ごとのイベント情報・新規開店のお店情報）
  - 全国のお天気
  - iタウンページ ライト版
  - ハイパーサーチ[18]（単一の入力欄のみでiタウンページ検索できる試験的サイト）
  - クリックサーチ（ウェブページからiタウンページ検索ができるウェブブラウザ機能拡張）
  - メール de iタウンページ（メールで検索条件を送るとiタウンページ検索結果を受け取れる試験的サービス）
  - 注目ワード（季節や旬の単語にまつわる業種のお店を検索できるサイト）
  - iタウンページ検索窓（自分のウェブサイトにiタウンページ検索窓を設置できるサービス）
  - miタウンページ（東京都内のスポットをスポットごとのブログで紹介するサイト）
  - iタウンページ英語版（訪日・在日外国人のための情報サイト）
  - フリーダイヤル検索（フリーダイヤルが利用できる店舗・組織を検索できるサービス）
  - iタウンページTV（iタウンページの使い方を女子アナが動画で紹介するサイト[19]）
  - ブログde iタウンページニュース（iタウンページの活用法をブログで連載）
  - みんながつくる街[18]（コミュニティに位置情報を設定できる試験的SNSサイト）
  - みんなのスクエアマップ[18]（地域のネット情報を地図から検索できる試験的サイト）
  - iタウンページアプリ（iモード端末用のiアプリ版iタウンページ）
  - スクロール地図（スクロールできる地図からiタウンページ検索を使える試験的サイト）
  - iタウンページラボ（最先端技術によるiタウンページ検索が体験できる実験サイト）
  - お取り寄せしよう!（全国の特産・名産品紹介サイト）
  - 全国各地のおすすめ地域情報

## グループ会社
- NTT印刷株式会社

### かつてのグループ会社
2011年10月に当社（NTT番号情報株式会社）を存続会社として、以下の電話帳販売編集会社8社を統合（吸収合併）。
- エヌ・ティ・ティ北海道電話帳株式会社
- エヌ・ティ・ティ東北電話帳株式会社
- エヌ・ティ・ティ東京電話帳株式会社
- エヌ・ティ・ティ信越電話帳株式会社
- エヌ・ティ・ティ東海北陸電話帳株式会社

（2010年4月1日付けでエヌ・ティ・ティ東海電話帳株式会社とエヌ・ティ・ティ北陸電話帳株式会社が合併）
- エヌ・ティ・ティ関西四国電話帳株式会社

（2010年4月1日付けでエヌ・ティ・ティ関西電話帳株式会社とエヌ・ティ・ティ四国電話帳株式会社が合併）
- エヌ・ティ・ティ中国電話帳株式会社
- エヌ・ティ・ティ九州電話帳株式会社